# Big Trouble in Little China
Big Trouble in Little China ist ein Fantasy-Spielfilm von John Carpenter aus dem Jahr 1986.

## Handlung
In San Franciscos Stadtviertel Chinatown erwartet der junge chinesische Restaurantbesitzer Wang Chi seine Verlobte Miao Yin aus Peking, doch sie wird von Schergen des Großindustriellen David Lo Pan entführt. Jack Burton, ein Trucker und Wangs Freund, schließt sich der Suche nach Miao Yin an, macht aber dabei die Bekanntschaft mit Mächten, die seinen Verstand übersteigen – denn fast alle seine Gegner verwenden schwarze Magie. Lo Pan ist in Wirklichkeit ein über 2200 Jahre alter Geist, der sich im antiken China gegen den ersten souveränen Kaiser auflehnte, und von Jin Dai, dem Gott des Ostens, mit dem Fluch der Fleischlosigkeit belegt wurde. Er will nun mit Hilfe eines Rituals, das die Hochzeit mit und die Opferung von einer besonderen Frau einschließt, seine menschliche Gestalt zurückgewinnen. Seine Auserwählte soll ein Mädchen mit grünen Augen sein; dies trifft auf Miao Yin zu.
Verstärkt durch den Touristenbusfahrer und Magier Egg Shen, die Anwältin Grace „Gracie“ Law, die Reporterin Margo Litzenberger und den Ober Eddie von Wangs Restaurant dringen Jack und Wang in Lo Pans Domizil ein, doch dort finden sie Miao Yin nicht. Stattdessen wird Grace gekidnappt, die ebenfalls die Bedingungen von Lo Pans Prophezeiung erfüllt, und nun werden beide Frauen für die Hochzeit mit ihm vorbereitet. Unter Egg Shens Führung gelingt es Jack, Wang und einer Gruppe von Helfern, wieder in Lo Pans Festung einzudringen und bis zum Hochzeitssaal vorzustoßen, wo Lo Pan gerade die Zeremonie vollenden will.
Jack gelingt es mit einigen Schwierigkeiten, Lo Pan endlich zur Strecke zu bringen, kaum dass dieser seine Sterblichkeit wiedererlangt hat, und trennt sich nach ihrer erfolgreichen Flucht mit einem neuen Verständnis für das Übernatürliche in der Welt von seinen chinesischen Freunden – allerdings nur, um eines von Lo Pans Monstern als blinden Passagier am Hals zu haben.

## Synchronisation
Die deutsche Synchronisation entstand nach einem Dialogbuch von Arne Elsholtz unter der Dialogregie von Lutz Riedel im Auftrag der Berliner Synchron GmbH Wenzel Lüdecke.
| Darsteller   | Deutscher Sprecher | Rolle            |
| ------------ | ------------------ | ---------------- |
| Kurt Russell | Joachim Tennstedt  | Jack Burton      |
| James Hong   | Harry Wüstenhagen  | David Lo Pan     |
| Victor Wong  | Peter Schiff       | Egg Shen         |
| Kim Cattrall | Simone Brahmann    | Gracie Law       |
| Dennis Dun   | Santiago Ziesmer   | Wang Chi         |
| Kate Burton  | Gertie Honeck      | Margo            |
| Donald Li    | Ronald Nitschke    | Eddie Lee        |
| Chao-Li Chi  | Heinz Palm         | Chu              |
| Carter Wong  | Wolfgang Condrus   | Thunder          |
| Jerry Hardin | Andreas Hanft      | Pinstripe Lawyer |

## Kritiken
Der Film erntete bei seiner Veröffentlichung durchwachsene Kritiken und fiel beim Publikum durch, spielte daher nur einen Bruchteil der Kosten wieder ein. Erst mit der Veröffentlichung auf Video wurde er mit den Jahren zum Erfolg und bei vielen Fans zum Geheimtipp. Auf Rotten Tomatoes erhielt der Film eine Wertung von 74 %, auf Metacritic einen Metascore von 53 von 100.

„Aufwendig inszeniertes Spektakel, das Klischees des westlichen Abenteuerfilms mit Kung-Fu-Akrobatik kombiniert und das vorurteilsbeladene Bild des undurchsichtigen, verbrecherischen Asiaten als Anlaß für eine rasante, aber blutleere Action-Komödie nimmt.“

„Pompöse Kostüme, gigantische Special-effects und jede Menge Action machen den Reiz der Persiflage auf sämtliche Eastern, Fantasy- und Abenteuerklischees aus. Action- und Horrorspezialist John Carpenter (‚Assault – Anschlag bei Nacht‘, ‚Die Klapperschlange‘, ‚Halloween‘) liefert hier einen augenzwinkernden Filmspaß voller haarsträubender Erlebnisse: seine Protagonisten müssen sich in atemberaubendem Tempo von einer Actionszene zur nächsten hangeln. Steven Spielberg und diverse Kollegen aus Hongkong lassen grüßen.“

Die Deutsche Film- und Medienbewertung FBW in Wiesbaden verlieh dem Film das Prädikat wertvoll.

## Sonstiges
- John Carpenter war mit dem Filmende unzufrieden, und es gab viel Ärger und Einmischung vom Studio 20th Century Fox. Carpenter wurde seiner Ansicht nach sehr respektlos von den Studiobossen behandelt.[7] Der Film wird auf DVD auch mit einem alternativen Ende angeboten.[8][9]
- Nach den Erfahrungen bei den Dreharbeiten zu Big Trouble war Carpenter so enttäuscht von Hollywood, dass er beschloss, nur noch kleine unabhängige Projekte anzugehen, in denen er die volle Kontrolle hatte.[10][11] Er wandte sich zunächst wieder dem Horrorfilm zu, was ihm nach Filmen wie Starman und Big Trouble sehr viel Kritik einbrachte.
- In den USA wurde der Film auch unter dem Titel John Carpenter’s Big Trouble in Little China vertrieben.[12]
- Es gibt das Gerücht, dass Big Trouble in Little China ursprünglich als Fortsetzung des Films Buckaroo Banzai geplant war. Dies ist allerdings nicht zutreffend. Das Gerücht entstand, da Co-Autor W. D. Richter bei Buckaroo Banzai Regie geführt hatte – und dort in den Abspann einen Hinweis auf ein mögliches Sequel gesetzt hatte, das so nicht geplant war.[13]

## Kultureller Einfluss
Die Figuren Lo Pans und seiner Hauptschergen, die Drei Stürme, erfreuten sich in Amerika trotz des generellen Misserfolgs des Films großer Beliebtheit. James Hong spielte die Rolle von Lo Pan (bzw. Charakteren, die von ihm inspiriert wurden) in der Science-Fiction-Serie The Chronicles (Folge: Here There Be Dragons, 2001) und der NBC-Serie Chuck (Chuck Versus the Sizzling Shrimp). Inkarnationen von Lo Pan erscheinen auch in den Computerspielen Fallout 2 und Master of Magic, und die Figur Raiden aus der Reihe Mortal Kombat soll vom Sturm Lightning inspiriert worden sein.
Auch wurden wichtige Teile des Filmplots sowie Adaptionen von Lo Pan und seinen Dienern, den Drei Stürmen, in die Folge A Chinatown Ghost Story der Animationsserie Teenage Mutant Ninja Turtles eingearbeitet. Der chinesische Schauspieler James Hong, der die Rolle Lo Pans im Film spielt, übernimmt im Original auch dort die Rolle des Hauptbösewichts. Für den 2007 veröffentlichten Film Death Proof engagierte Regisseur Quentin Tarantino Kurt Russell und spielte mit einigen Anleihen an Big Trouble in Little China: An der Wand eines Diners hängt als Requisit das verschwitzte Trägerhemd von Trucker Jack Burton.